# رود روزا
رود روزا (انگلیسی: Ruza) یک رودخانه در استان مسکو کشور روسیه است..